# Oberembrach
Oberembrach ist eine politische Gemeinde im Bezirk Bülach des Kantons Zürich in der Schweiz.

## Wappen
Blasonierung:
In Schwarz ein halber goldener, rot gezungter Löwe
Das Wappen wurde in Umkehrung der Farben von den Herren von Wagenberg übernommen.

## Geographie
Oberembrach liegt auf 459 m ü. M. im östlichen Zürcher Unterland in einer bewaldeten Landschaft, umgeben von sanften Hügeln. Sie umfasst das Tal des Wildbachs im unteren Tösstal mit den Seitentälern des Moosbachs und Tüfbachs sowie das Dürstental. Das Gemeindegebiet reicht von 437 m ü. M. am Wildbach bei Bächli bis 644 m ü. M. im Langacher, beziehungsweise bis 647 m ü. M. auf der nebenan liegenden, künstlich aufgeschütteten Aussichtsplattform zwischen Oberwagenburg und Stiegen.
Neben dem Dorf Oberembrach gehören zur Gemeinde die Ansiedlungen und Weiler Büelhof, Madlikon, Mühlberg, Ober- und Untermettmenstetten, Ober- und Unterwagenburg, Rothenfluh, Stiegen, Stürzikon und Sunnenbüel (auch Sonnenbüel). Die Weiler Augwil und Vordermarchlen wurden 1871 an Lufingen angegliedert, die Weiler Eigental, Hinter- und Vorderbänikon (heute nur Bänikon genannt) wurden 1927 an Kloten abgetreten.
Von der Gemeindefläche dienen 58,3 % der Landwirtschaft, 34,2 % sind mit Wald bedeckt, 2,8 % sind Verkehrsfläche und 4,4 % Siedlungsgebiet. 0,1 % sind Gewässer und 0,2 % unproduktive Fläche (Stand 2018).

Luftbild (1948) von Werner Friedli

## Bevölkerung
| Jahr      | 1850 | 1900 | 1950 | 2000 | 2005 | 2010 | 2015 | 2020 | 2022 |
| --------- | ---- | ---- | ---- | ---- | ---- | ---- | ---- | ---- | ---- |
| Einwohner | 843  | 617  | 571  | 966  | 961  | 966  | 1066 | 1097 | 1083 |

## Politik
Gemeindepräsidentin ist Verena Koch Hanselmann (parteilos, Stand November 2023).
Bei der Nationalratswahl 2019 erreichten die Parteien folgende Wähleranteile: SVP 51,27 %, SP 10,18 %, FDP 9,03 %, Grüne 8,74 %, glp 7,24 %, EDU 5,52 %, CVP 2,92 %, BDP 2,10 %, EVP 1,35 % und andere (8) 1,66 %.
Die Wähleranteile bei der Nationalratswahl 2023: SVP 51,78 % (+0,51 %), SP 12,18 % (+2,00 %), FDP 6,98 % (−2,05 %), Die Mitte 6,77 % (+1,76 %), glp 6,75 % (−0,50 %), Grüne 5,02 % (−3,71 %), EDU 4,7 % (−0,82 %), EVP 2,74 % (+1,39 %), Aufrecht Zürich 1,26 %, andere (11) 1,82 %.

## Geschichte
Die Adligen auf der Wagenburg wurden 1263 erstmals urkundlich erwähnt. Durch Heirat Adelheids von Wagenberg mit Hartmann von Heidegg kamen Burg und Herrschaft 1281 in den Besitz der Heidegger Ritter am Baldeggersee. Wagenberg blieb im Besitz der Herren von Heidegg bis 1451.
Die Ruine Wagenburg, früher auch Wagenberg genannt, ist die Ruine einer mittelalterlichen Burg östlich von Oberembrach.

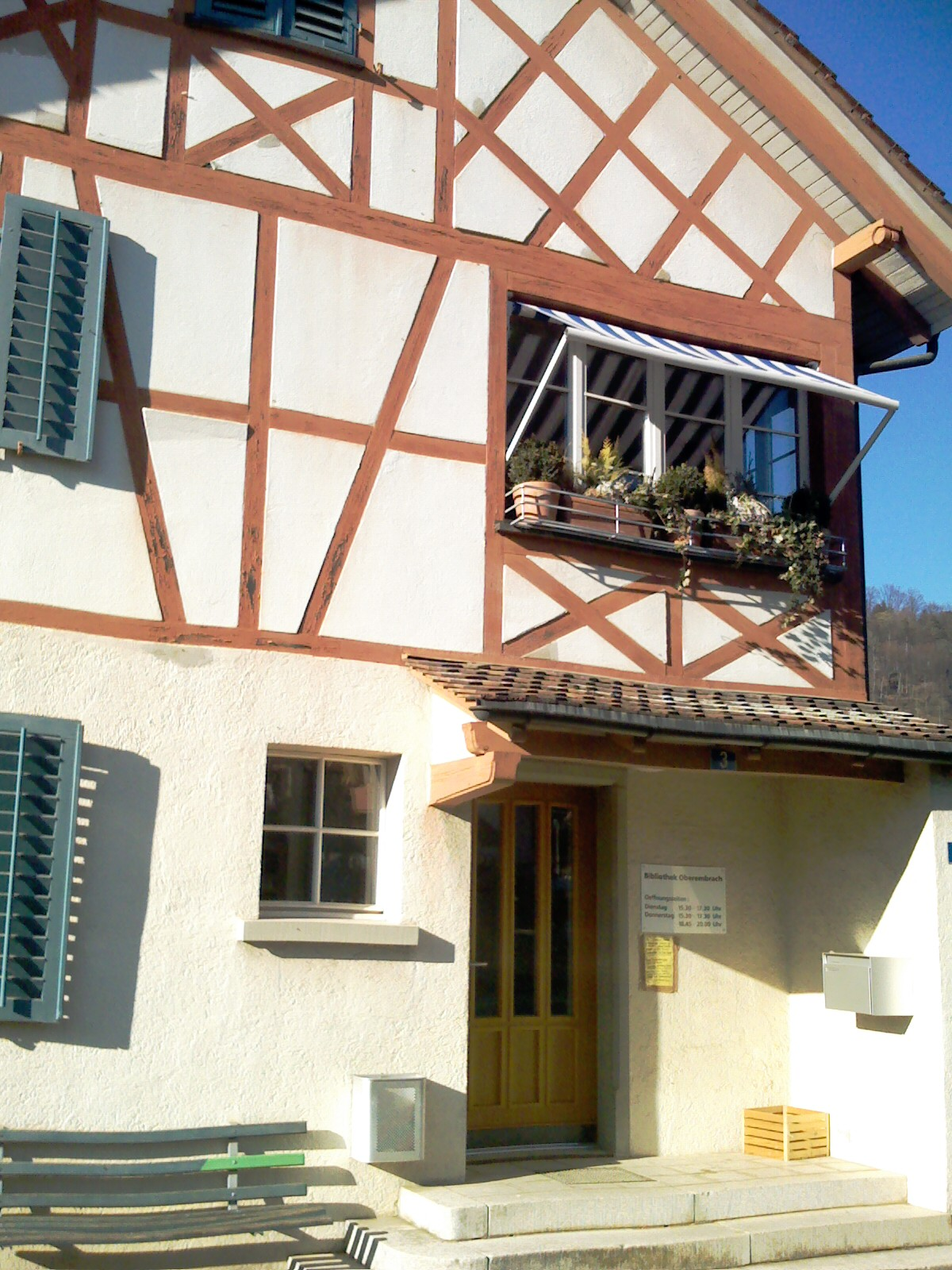
Gemeindebibliothek Oberembrach

## Persönlichkeiten
- Johann Jakob Bänninger (1821–1880), Lehrer in Horgen und Mundartdichter
- Jakob Bosshart (1862–1924), Schriftsteller von Erzählungen, Novellen, Kurzgeschichten und Gedichten[12]